# توم غرانت
توم غرانت (بالإنجليزية: Tom Grant)‏ هو لاعب كرة قاعدة أمريكي، ولد في 28 مايو 1957 في ورسستر في الولايات المتحدة.

## وصلات خارجية
- توم غرانت على موقعبيزبول رفرنس.كوم (الدوري الرئيسي) (الإنجليزية)
- توم غرانت على موقعبيزبول رفرنس.كوم (الدوري الثانوي) (الإنجليزية)